# 三不两利
“三不两利”是中国共产党在牧区实行的民主改革政策，即“不分、不斗、不划阶级”与“牧工、牧主两利”。

## 历史
解放战争初期，中共对蒙古民族地区的政策非常慎重。1946年4月，掌控着西蒙的察哈尔省之察哈尔盟、锡林郭勒盟及绥远省的乌兰察布盟、巴彦塔拉盟的内蒙古自治运动联合会的上级——晋察冀中央局就内蒙古自治问题致电中央：“一切原属蒙人的山林矿产权等，仍归蒙人公有，禁止侵占蒙地、蒙利、蒙权。根据蒙古民族的特点，在对大蒙奸恶霸斗争胜利后，一般可以通过蒙古机关和有权力的人说服蒙古地主将一部分土地分给蒙人，同时在斗争中要做到一个不杀，以争取上层。在畜牧区不进行分配土地。”1946年8月10日中央电示：“对蒙古土地问题的意见甚好。由于民族问题、蒙汉土地关系与地权问题及蒙古人民觉悟程度等，目前在牧畜区、半农半牧区不宜进性分配土地。即农业区除将罪大恶极的土地分给蒙人汉人外，对蒙地主不动为有利。我们对那里情况不了解，请你们根据具体情况考虑此问题。”1946年9月13日，掌控东蒙的兴安省（包括兴安盟、哲里木盟、纳文慕仁盟、呼伦贝尔盟）的内蒙古自治运动联合会东蒙总分会的上级——中共西满分局发出《关于东蒙工作的指示》：“当前党在蒙古的主要任务是团结蒙古民族，共同反对国民党反动派及与国民党勾结之蒙奸恶霸等。为了动员组织蒙古人民实现上述任务，及彻底之民族与民主之解放，必须在蒙古内部实行民主改革，改善农民牧民生活，......但改善蒙古农民牧民生活之具体口号与步骤，必须根据当前具体情况、民族特点及群众、农民、牧民之觉悟程度与运动发展之速度来决定，不能把我党在汉人解放区的一套机械的搬去，尤其不应打倒一切。除大蒙奸、恶霸、主要的反动分子外，对于一般王公、贵族、地主特别是喇嘛的土地斗争，目前还只能采取革命的改良政策，减轻剥削的政策。”
1947年下半年，解放战争转入了反攻阶段，为了彻底动员翻身农民争取彻底胜利，1947年7月至9月在河北平山县召开的党的全国土地会议制定了《中国土地法大纲》，解放区土改发生了极左偏差。受此影响，1947年11月，中共内蒙古工作委员会在王爷庙（今乌兰浩特）召开了群众工作会议，决定根据《中国土地法大纲》的精神，全面推进内蒙古解放区的社会民主改革进程：“在游牧地区准备消灭封建，牧主的牲口要分给替他放牧的牧民与奴隶，对大牧主可提出互助，应当叫他拿出一部分东西交给牧民与奴隶。”1948年1月1日《内蒙古日报》上发表社论《一九四八年我们的任务》，提出了“在游牧区也要消灭封建压迫与剥削”，东蒙解放区的“牧改”或称“畜改”运动就此开始。畜牧业生产造成了严重损失。
中共中央十二月会议严肃批评了土改中盲目扩大打击面的“左”倾错误，指出对农村各阶级各阶层应采取正确的政策，要求各地加强领导，坚决迅速地纠正各种“左”的偏差，通过了土地改革中需要遵守的重要政策以及新民主主义革命的三大经济纲领。1948年初各大解放区开始左倾土改纠偏。1948年2月，东北局在了解内蒙牧区的“牧改”情况后，致电要求内蒙古工委纠正“左”的倾向。东北局副书记罗荣桓指示：落实《中国土地法大纲》要从内蒙古具体情况出发，绝不能搬用农村土改方式。1948年3月，内蒙古工委在王爷庙召开了各盟群众工作会议，听取了各地平分土地、牲畜的情况汇报。会后，内蒙古工委发出指示：迅速撤回工作团，停止批斗牧主、平分牲畜和乱打乱杀行为。1948年3月在兴安盟西科前旗(今科右前旗)乌兰毛都努图克(今乌兰毛都苏木、满族屯满族乡)的民主改革试点，兴安盟政府盟长兼科右前旗旗长杰尔格勒率领西科前旗土改工作团创造性地提出了“三不两利”政策，对保障牧业区和半农半牧区世袭王公贵族、大牧主、上层喇嘛和大地主组成的封建统治阶级经营发展畜牧业的积极性，维护牧区社会安定、推动牧区经济社会发展发挥了重要作用。
1948年7月初至8月初，在哈尔滨召开的中共内蒙古工作委员会旗县以上干部会议（“内蒙古哈尔滨高干会议”），总结了民主改革中出现的左倾错误：“没有清楚地认识到游牧经济的特殊性与游牧区群众的觉悟程度，提出了1948年在游牧区消灭封建的方针，这是错误的，助长了下面工作中的左倾倾向。至于有些游牧区实行评分牲畜，破坏了畜牧经济基础，则是更错误的。今后游牧区政策：一是废除封建特权，适当提高牧工工资，改善放牧制度。在牧工与牧主两利的前提下，有步骤的发展畜牧业，改善牧民生活。二是罪大恶极的蒙奸恶霸，经盟以上政府批准，可以没收牲畜，财产由政府处理，一般大牧主一律不斗不分。三是实行民主改革，有步骤地建立民主政权，发展游牧区经济。”“废除封建特权，发展包括牧主经济在内的畜牧业生产”的原则，采取慎重稳进的方针，以有利于恢复和发展畜牧业生产、改善牧民生活为出发点。
1949年3月召开的中共七届二中全会上，乌兰夫大会发言提出“牧场要保护，畜群决不能分散。‘牧者有其畜’的口号是错误的”。中共中央随后把“三不两利”政策推广到全国其他民族牧区的民主改革运动中。